# بلافایر
بلافایر (به فرانسوی: Bellaffaire) یک کمون در فرانسه است که در canton of Turriers واقع شده‌است. بلافایر ۱۳٫۱۲ کیلومتر مربع مساحت دارد ۸۴۵ متر بالاتر از سطح دریا واقع شده‌است.